# Elytrimitatrix geniculata
Elytrimitatrix geniculata es una especie de escarabajo longicornio del género Elytrimitatrix, familia Cerambycidae, orden Coleoptera. Fue descrita científicamente por Bates en 1872.

## Descripción
Mide 17-21,2 milímetros de longitud.

## Distribución
Se distribuye por Belice, Colombia, Costa Rica, Guatemala, Honduras, México, Nicaragua y Panamá.